# 埃科尔潘
埃科尔潘（法語：Écorpain，法語發音：[ekɔʁpɛ̃]）是法国萨尔特省的一个市镇，属于马梅尔斯区。

## 地理
埃科尔潘（47°56'13"N, 0°39'43"E）面积21.26 平方千米，位于法国卢瓦尔河地区大区萨尔特省，该省份为法国西北部内陆省份，北起顺时针与奥恩省、厄尔-卢瓦省、卢瓦-谢尔省、安德尔-卢瓦尔省、曼恩-卢瓦尔省和马耶讷省接壤，是法国大西部的入口，连接卢瓦尔河谷、布列塔尼和巴黎盆地。
与埃科尔潘接壤的市镇（或旧市镇、城区）包括：库德勒雪、布卢瓦尔、迈松塞勒、蒙塔耶、圣塞罗特、瓦勒代唐松。

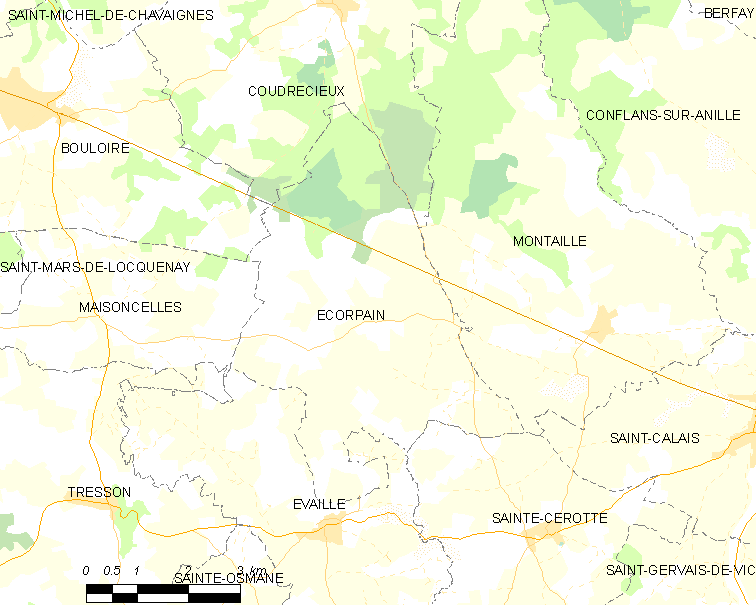
埃科尔潘的OSM定位图

埃科尔潘的时区为UTC+01:00、UTC+02:00（夏令时）。

## 行政
埃科尔潘的邮政编码为72120，INSEE市镇编码为72125。

## 政治
埃科尔潘所属的省级选区为圣卡莱县。

## 人口

1962-2008年间埃科尔潘人口变化图示

埃科尔潘于2022年1月1日时的人口数量为304人。